# Nactus multicarinatus
Espèce
Synonymes
- Gymnodactylus multicarinatus Günther, 1872

Statut de conservation UICN

 LC  : Préoccupation mineure
Nactus multicarinatus est une espèce de geckos de la famille des Gekkonidae.

## Répartition
Cette espèce se rencontre en Nouvelle-Guinée, dans l'archipel Bismarck, aux Salomon et au Vanuatu.

## Publication originale
- Günther, 1872 : On some new species of reptiles and fishes collected by J. Brenchley, Esq. Annals and Magazine of Natural History, ser. 4, vol. 10, n. 60, p. 418–426 (texte intégral).